# Акій
Акій, акінці (чечен. аьккхий) - один із численних чеченських тайпів. Не входить у тукхуми (племінні спілки). Духовним центром, родовим селом тайпу є Акка в Ачхой-Мартанівському (Галанчозькому) районі сучасної Чечні біля її кордону з Інгушетією. В основному тайп розселений у південно-західній частині Чечні. Акінці територіально межують на заході з інгушами (галгаївцями з цорінцями) та хевсурами (що належать до грузинів) на півдні. Хребет Булой-Лама відокремлює їхню відмінність від Хевсуретії Грузії. За повідомленнями Бларамберга населення аккінців становило до 6000 осіб. Жили в 23 поселеннях.
Акінцями називають також аухівців сучасного (рівнинного) Дагестану. На думку А. Аділсултанова і А. Сулейманова прямих споріднених зв'язків між собою акінці (акій) з високогірного району і акінці-аухівці не мають і склалися як незалежні одна від одної спільноти, в різних кліматичних та інших умовах. Акінці (акій) були розселені біля витоку лівого припливу Гехі Осу-хі. Інші вчені (У. Лаудаєв, В. Волкова, М.-Р. Ібрагімов) з XIX-XX ст. вважають, що у складі аккінців-аухівців є представники аккінського прізвища (аккій).

## Розселення
Населені пункти спільноти були розташовані головним чином на притоках верхів'їв Гехі (Осу-хі та Ак-хі): це власне Акка (Воуга) (чеч. Аьккха) - центр спільноти, Хьакілга, Кеж війнача, Кей-махка, Зінгала, Біці (Бойці), Тішлі, Ітир-кхелла, Дійх'я-юрт, Хягіе, Орзуме-кхелла, Керети, Музур-кхелла, Велах, Гозанна, Йордечу (Єрдечі) та інші.
Нині аккінці переважно проживають у населених пунктах; Гойти, Катар-Юрт, Ачхой-Мартан, Валерик, Курчалой, Кень-Юрт, Гехі-Чу, Майртуп, Дубовська, Верхній Наур, Надтеречне, Горагорський, Підгірне, Махкети, Іщерська, а також в інших селах дрібними сім'ями. На південь від Омало (Панкська ущелина) знаходиться маленьке село Середня Халаціань (близько 50 сімей) в цьому селі живуть акінці з колишнього Галанчозького району ЧІАССР.

## Склад
Тайп складається з таких нек'є: бецахой, чож-нек'є, хьяжі-нек'є, бобі-нек'є, ітар-кхелою, дуьрді-нек'є.

## Етимологія
Чеченський дослідник-краєзнавець, педагог і народний поет А. Сулейманов, припускав, що в основу назви тайпу Акій і області Акка, лягло «Аькхе» (+вахар) - полювання, полювати, люди, які живуть мисливським промислом. На думку чеченського історика Явуса Ахмадова, етимологія акій на сьогодні залишається неясною. Однак він не виключає можливість, що в основу назви ліг гідронім — територією даного суспільства протікає невелика річка Ак-хі, яка є одним із приток річки Гехі.

## Історія

Акінське спільнота у 1860-х роках.

На думку ряду дослідників, що зустрічається у Плінія Старшого в «Природній історії» назву «акіси» можна порівняти з племінною назвою «акхій» («акій»), маючи на увазі під ними жителів місцевості Акка (Аккха). Також передбачався зв'язок із найменуванням «акози», яке можна побачити у російських джерелах XVI-XVII ст., На думку інших авторів науковій літературі часто зустрічалася думка, що акінці тотожні з ококами (акозами) які зустрічаються в російських документах. На цю точку зору свою думку мав дослідник. Ц. Умаров, він повідомляє, про те, що документи не дають, жодної підстави, якимось чином пов'язувати етнонім Ококі з аккінцями верхів'їв р. Гехи та Фортанги, хоча це і стало традиційною нормою в історіографії. Акінці з високогірного району в російських документах XVI-XVII ст. не зафіксовані, хоча вони й входять до етнічної спільноти аккінці-аухівці — ококи». На їхню думку традиція вважати аухівців вихідцями з високогірного Аккі не має під собою підстав.
Акінці до 1944 року населяли басейн річки Осухи (верхній приплив річки Гехі), зокрема такі селища, як Галанчож, Акка, Ялхорой та ін., що входили до складу Галанчозького району. Під час повернення чеченців з депортації район колишнього проживання аккінців був закритий для їхнього поселення, і аккінці осіли на західній рівнині Чечні.
Російський дослідник, який відвідав область Акка на початку XX століття повідомляє:
|                | На піднесених майданчиках розкидані кам'яні саклі кількох виселків старшини. Вони групуються в більшості випадків навколо старовинних веж, якими взагалі багата ця місцевість, що служила у віддаленому минулому ареною нескінченних чвар і міжусобиць, а в найближчу епоху - боротьби Шаміля з російськими військами. Про ці останні події серед населення збереглися ще свіжі спогади: розповідають про те, як бралися російськими міцні вежі, як гриміли гарматні постріли та артилерійські снаряди розбивали твердині горян. |
| — М. А. Иванов | |

Акінці, на відміну від галгайців, найактивніше брали участь у Кавказькій війні і входили в Північно-Кавказький імамат. Багато акінських бойових веж було знищено артилерійськими обстрілами російських військ, а вцілілі підірвані. Російський вчений кавказознавець, етнограф, етнолог, правознавець та юрист Б. Далгат писав про це так:
|  | Всі вежі акінців були зруйновані росіянами після закінчення війни, як небезпечні фортеці, що наробили їм чимало клопоту |

Після закінчення Кавказької війни акінці та мереджинці опинилися поза адміністративними кордонами Чечні. Але, "в 1866 році, за розпорядженням начальства, аккінці і мереджинці були відокремлені від Інгушевського округу і підпорядковані управлінню Аргунського округу, як внаслідок одноплемінності з населенням Аргунського округу, а також, тому що за місцем свого проживання вони ближче перебувають до центру управління".
Акінці вічно турбували інгушів і були у непримиренній ворожнечі з ними.
Генерал-лейтенант, директор Військово-топографічного депо, керуючий Військово-топографічною частиною ГУ Головного штабу — Начальник Корпусу військових топографів Іван Бларамберг, описуючи акінців називає їх «Ахі», за його повідомленнями акінці займають долини, що зрошуються двома притоками Верхньої Гехи. Вони абсолютно незалежні, ними керують виборні старійшини. За спостереженнями Івана Бларамберга акінці войовничі і схильні до розбою стосовно своїх сусідів.
Гори, що оточують територію акінців, вкриті частково чагарником. Поселення аккінців розкидані в ущелинах і на пагорбах із крутими схилами, від чого вони захищені від раптових нападів. Проте їх територія не так гориста, як та, що займають навколишні племена; у них маса добрих пасовищ. Влітку в Акка досить жарко, хоча вони займають високогірні долини Кавказу, сусіди відсилають до акінців худобу для випасу протягом цього сезону.
Головне їхнє багатство - вівці, яких у них величезні стада, а також у акінців у великій кількості є рогата худоба та коні. Земля дає трохи пшениці, жита, проса, у розмірах, достатніх, щоб прогодувати мешканців. Акінці торгували з галашівцями - їх східними сусідами, від яких вони отримували сіль в обмін на зерно.
Турпалчу аккхійн кешнаш (чеч. Турпалчу аьккхийн кешнаш ) «Героїчних аккінців цвинтар» — урочище із занедбаним цвинтарем на околиці села Гехі-Чу.

### Аккінське набство
У 1865-1869 р.р. було утворено Акінське наїбство.

## Відомі представники
- Джанхот Акінський - загинув у бою з царськими військами у Малій Чечні, похований у с. Таьнгі-чу[30].
- Алдим Аккінський - наїб[31].
- Муслім Гайрбеков - чеченський радянський громадський та державний діяч, голова Ради міністрів Чечено-Інгуської АРСР[32].
- Руслан Гайрбеков - голова кооперативного державного об'єднання "Чечен-інгушагро промбуд"; народний депутат ЧІАССР, голова постійної комісії з питань будівництва та архітектури президії ЗС ЧІАССР; віце-прем'єр ЧР[32].